# Paris-Nice de 2010
A 68ª edição da Paris-Nice disputou-se entre o 7 e o 14 de março de 2010, com um total de 1 230,5 km.
Fez parte das Corridas Históricas do UCI World Ranking de 2010.
O ganhador final foi pela segunda vez Alberto Contador. Acompanharam-lhe no pódio Luis León Sánchez e Roman Kreuziger, respectivamente. Em princípio Alejandro Valverde obteve o segundo posto até que se comunicou sua sanção (ver secção Alejandro Valverde e a Operação Porto) pelo que seu posto passou ao seguinte classificado.
Nas classificações secundárias impuseram-se Amaël Moinard (montanha), Peter Sagan (pontos), Roman Kreuziger  (jovens) e Ag2r-La Mondiale (equipas).

## Equipas participantes
Tomaram parte na corrida 22 equipas: todos os de categoria UCI Pro Tour (excepto a Team Milram e a Footon-Servetto); mais 6 de categoria Profissional Continental mediante convite da organização (Bbox Bouygues Telecom, Cervélo Test Team, Cofidis, le Crédit en Ligne, Saur-Sojasun, Skil-Shimano e Vacansoleil Pro Cycling Team). Formando assim um pelotão de 176 ciclistas, com 8 corredores a cada equipa, dos que acabaram 97; com 96 classificados depois da desclasificación de Alejandro Valverde (ver secção Alejandro Valverde e a Operação Porto). As equipas participantes foram:
| Equipes ProTeam (16)- Caisse d'Épargne - Saxo Bank - Quick Step - Astana - HTC-Columbia - Liquigas-Doimo - Omega Pharma-Lotto - La Française des jeux - Rabobank - Team RadioShack - AG2R La Mondiale - Garmin-Transitions - Euskaltel-Euskadi - Lampre-Farnese Vini - Katusha - Sky Equipes profissionais Continentais (6)- Cervélo TestTeam - Bbox Bouygues Télécom - Cofidis, le Crédit en Ligne - Vacansoleil - Saur-Sojasun - Skil-Shimano |
| |

## Etapas
| Etapa   | Data    | Percurso                               | type                      | Distância (km) | Vencedor         | Líder geral      |
| ------- | ------- | -------------------------------------- | ------------------------- | -------------- | ---------------- | ---------------- |
| Prólogo | 7 mar.  | Montfort-l'Amaury – Montfort-l'Amaury  | contrarrelógio individual | 8              | Lars Boom        | Lars Boom        |
| 1       | 8 mar.  | Saint-Arnoult-en-Yvelines – Contres    | etapa plana               | 201,5          | Greg Henderson   | Lars Boom        |
| 2       | 9 mar.  | Contres – Limoges                      | etapa plana               | 203,5          | William Bonnet   | Lars Boom        |
| 3       | 10 mar. | Saint-Junien – Aurillac                | etapa plana               | 155            | Peter Sagan      | Jens Voigt       |
| 4       | 11 mar. | Aurillac – Aurillac                    | média montanha            | 208            | Alberto Contador | Alberto Contador |
| 5       | 12 mar. | Pernes-les-Fontaines – Aix-en-Provence | etapa plana               | 153,5          | Peter Sagan      | Alberto Contador |
| 6       | 13 mar. | Peynier – Tourrettes-sur-Loup          | média montanha            | 220            | Xavier Tondo     | Alberto Contador |
| 7       | 14 mar. | Nice – Nice                            | média montanha            | 119            | Amaël Moinard    | Alberto Contador |

## Classificações Finais

### Prologo
| Montfort-l'Amaury - Montfort-l'Amaury | contrarrelógio individual | (8 km) |

| \| Classificação por etapas \| Classificação por etapas \| Classificação por etapas \| Classificação por etapas \| Classificação por etapas \| \| Ciclista \| Ciclista \| Equipe \| Tempo \| \| \| ------------------------ \| ------------------------ \| ------------------------ \| ------------------------ \| ------------------------ \| \| 1. \| Lars Boom \| Rabobank \| 10m56s \| \| \| 2. \| Jens Voigt \| Saxo Bank \| + 3s \| \| \| 3. \| Levi Leipheimer \| Team RadioShack \| + 6s \| \| \| 4. \| Alberto Contador \| Astana \| + 6s \| \| \| 5. \| Peter Sagan \| Liquigas-Doimo \| + 10s \| \| \| 6. \| Xavier Tondo \| Cervélo TestTeam \| + 10s \| \| \| 7. \| David Millar \| Garmin-Transitions \| + 11s \| \| \| 8. \| Luis León Sánchez \| Caisse d'Épargne \| + 12s \| \| \| 9. \| Roman Kreuziger \| Liquigas-Doimo \| + 13s \| \| \| 10. \| Samuel Sánchez \| Euskaltel-Euskadi \| + 15s \| \| |                   |                    |        |
| |                   |                    |        |
| |                   |                    |        |
| Classificação por etapas |                   |                    |        |
| Ciclista | Ciclista          | Equipe             | Tempo  |
| 1. | Lars Boom         | Rabobank           | 10m56s |
| 2. | Jens Voigt        | Saxo Bank          | + 3s   |
| 3. | Levi Leipheimer   | Team RadioShack    | + 6s   |
| 4. | Alberto Contador  | Astana             | + 6s   |
| 5. | Peter Sagan       | Liquigas-Doimo     | + 10s  |
| 6. | Xavier Tondo      | Cervélo TestTeam   | + 10s  |
| 7. | David Millar      | Garmin-Transitions | + 11s  |
| 8. | Luis León Sánchez | Caisse d'Épargne   | + 12s  |
| 9. | Roman Kreuziger   | Liquigas-Doimo     | + 13s  |
| 10. | Samuel Sánchez    | Euskaltel-Euskadi  | + 15s  |

| \| Classificação geral \| Classificação geral \| Classificação geral \| Classificação geral \| Classificação geral \| \| Ciclista \| Ciclista \| Equipe \| Tempo \| \| \| ------------------- \| ------------------- \| ------------------- \| ------------------- \| ------------------- \| \| 1. \| Lars Boom \| Rabobank \| 10m56s \| \| \| 2. \| Jens Voigt \| Saxo Bank \| + 3s \| \| \| 3. \| Levi Leipheimer \| Team RadioShack \| + 6s \| \| \| 4. \| Alberto Contador \| Astana \| + 6s \| \| \| 5. \| Peter Sagan \| Liquigas-Doimo \| + 10s \| \| \| 6. \| Xavier Tondo \| Cervélo TestTeam \| + 10s \| \| \| 7. \| David Millar \| Garmin-Transitions \| + 11s \| \| \| 8. \| Luis León Sánchez \| Caisse d'Épargne \| + 12s \| \| \| 9. \| Roman Kreuziger \| Liquigas-Doimo \| + 13s \| \| \| 10. \| Samuel Sánchez \| Euskaltel-Euskadi \| + 15s \| \| |                   |                    |        |
| |                   |                    |        |
| |                   |                    |        |
| Classificação geral |                   |                    |        |
| Ciclista | Ciclista          | Equipe             | Tempo  |
| 1. | Lars Boom         | Rabobank           | 10m56s |
| 2. | Jens Voigt        | Saxo Bank          | + 3s   |
| 3. | Levi Leipheimer   | Team RadioShack    | + 6s   |
| 4. | Alberto Contador  | Astana             | + 6s   |
| 5. | Peter Sagan       | Liquigas-Doimo     | + 10s  |
| 6. | Xavier Tondo      | Cervélo TestTeam   | + 10s  |
| 7. | David Millar      | Garmin-Transitions | + 11s  |
| 8. | Luis León Sánchez | Caisse d'Épargne   | + 12s  |
| 9. | Roman Kreuziger   | Liquigas-Doimo     | + 13s  |
| 10. | Samuel Sánchez    | Euskaltel-Euskadi  | + 15s  |

### Etapa 1
| Saint-Arnoult-en-Yvelines - Contres | etapa plana | (201,5 km) |

| \| Classificação por etapas \| Classificação por etapas \| Classificação por etapas \| Classificação por etapas \| Classificação por etapas \| \| Ciclista \| Ciclista \| Equipe \| Tempo \| \| \| ------------------------ \| ------------------------ \| ------------------------ \| ------------------------ \| ------------------------ \| \| 1. \| Greg Henderson \| Team Sky \| 4h22m17s \| \| \| 2. \| Grega Bole \| Lampre-Farnese Vini \| + 0s \| \| \| 3. \| Jérémie Galland \| Saur-Sojasun \| + 0s \| \| \| 4. \| Alexandr Kolobnev \| Katusha \| + 0s \| \| \| 5. \| Alejandro Valverde \| Caisse d'Épargne \| DQ \| \| \| 5. \| Nicolas Roche \| AG2R La Mondiale \| + 0s \| \| \| 6. \| Jens Voigt \| Saxo Bank \| + 0s \| \| \| 7. \| Marco Marcato \| Vacansoleil \| + 0s \| \| \| 8. \| Tony Martin \| HTC-Columbia \| + 0s \| \| \| 9. \| Roman Kreuziger \| Liquigas-Doimo \| + 0s \| \| \| 10. \| David Millar \| Garmin-Transitions \| + 0s \| \| |                    |                     |          |
| |                    |                     |          |
| |                    |                     |          |
| Classificação por etapas |                    |                     |          |
| Ciclista | Ciclista           | Equipe              | Tempo    |
| 1. | Greg Henderson     | Team Sky            | 4h22m17s |
| 2. | Grega Bole         | Lampre-Farnese Vini | + 0s     |
| 3. | Jérémie Galland    | Saur-Sojasun        | + 0s     |
| 4. | Alexandr Kolobnev  | Katusha             | + 0s     |
| 5. | Alejandro Valverde | Caisse d'Épargne    | DQ       |
| 5. | Nicolas Roche      | AG2R La Mondiale    | + 0s     |
| 6. | Jens Voigt         | Saxo Bank           | + 0s     |
| 7. | Marco Marcato      | Vacansoleil         | + 0s     |
| 8. | Tony Martin        | HTC-Columbia        | + 0s     |
| 9. | Roman Kreuziger    | Liquigas-Doimo      | + 0s     |
| 10. | David Millar       | Garmin-Transitions  | + 0s     |

| \| Classificação geral \| Classificação geral \| Classificação geral \| Classificação geral \| Classificação geral \| \| Ciclista \| Ciclista \| Equipe \| Tempo \| \| \| ------------------- \| ------------------- \| ------------------- \| ------------------- \| ------------------- \| \| 1. \| Lars Boom \| Rabobank \| 4h33m11s \| \| \| 2. \| Jens Voigt \| Saxo Bank \| + 5s \| \| \| 3. \| David Millar \| Garmin-Transitions \| + 13s \| \| \| 4. \| Luis León Sánchez \| Caisse d'Épargne \| + 14s \| \| \| 5. \| Roman Kreuziger \| Liquigas-Doimo \| + 15s \| \| \| 6. \| Greg Henderson \| Team Sky \| + 20s \| \| \| 7. \| Levi Leipheimer \| Team RadioShack \| + 25s \| \| \| 8. \| Alberto Contador \| Astana \| + 25s \| \| \| 9. \| Peter Sagan \| Liquigas-Doimo \| + 29s \| \| \| 10. \| Xavier Tondo \| Cervélo TestTeam \| + 29s \| \| |                   |                    |          |
| |                   |                    |          |
| |                   |                    |          |
| Classificação geral |                   |                    |          |
| Ciclista | Ciclista          | Equipe             | Tempo    |
| 1. | Lars Boom         | Rabobank           | 4h33m11s |
| 2. | Jens Voigt        | Saxo Bank          | + 5s     |
| 3. | David Millar      | Garmin-Transitions | + 13s    |
| 4. | Luis León Sánchez | Caisse d'Épargne   | + 14s    |
| 5. | Roman Kreuziger   | Liquigas-Doimo     | + 15s    |
| 6. | Greg Henderson    | Team Sky           | + 20s    |
| 7. | Levi Leipheimer   | Team RadioShack    | + 25s    |
| 8. | Alberto Contador  | Astana             | + 25s    |
| 9. | Peter Sagan       | Liquigas-Doimo     | + 29s    |
| 10. | Xavier Tondo      | Cervélo TestTeam   | + 29s    |

### Etapa 2
| Contres - Limoges | etapa plana | (203,5 km) |

| \| Classificação por etapas \| Classificação por etapas \| Classificação por etapas \| Classificação por etapas \| Classificação por etapas \| \| Ciclista \| Ciclista \| Equipe \| Tempo \| \| \| ------------------------ \| ------------------------ \| --------------------------- \| ------------------------ \| ------------------------ \| \| 1. \| William Bonnet \| BBox Bouygues Telecom \| 4h22m40s \| \| \| 2. \| Peter Sagan \| Liquigas-Doimo \| + 0s \| \| \| 3. \| Luis León Sánchez \| Caisse d'Épargne \| + 0s \| \| \| 4. \| Mirco Lorenzetto \| Lampre-Farnese Vini \| + 0s \| \| \| 5. \| Juan José Haedo \| Saxo Bank \| + 0s \| \| \| 6. \| Samuel Dumoulin \| Cofidis, le Crédit en Ligne \| + 0s \| \| \| 7. \| Tom Veelers \| Skil-Shimano \| + 0s \| \| \| 8. \| Eduard Vorganov \| Katusha \| + 0s \| \| \| 9. \| Borut Božič \| Vacansoleil \| + 0s \| \| \| 10. \| Francesco Chicchi \| Liquigas-Doimo \| + 0s \| \| |                   |                             |          |
| |                   |                             |          |
| |                   |                             |          |
| Classificação por etapas |                   |                             |          |
| Ciclista | Ciclista          | Equipe                      | Tempo    |
| 1. | William Bonnet    | BBox Bouygues Telecom       | 4h22m40s |
| 2. | Peter Sagan       | Liquigas-Doimo              | + 0s     |
| 3. | Luis León Sánchez | Caisse d'Épargne            | + 0s     |
| 4. | Mirco Lorenzetto  | Lampre-Farnese Vini         | + 0s     |
| 5. | Juan José Haedo   | Saxo Bank                   | + 0s     |
| 6. | Samuel Dumoulin   | Cofidis, le Crédit en Ligne | + 0s     |
| 7. | Tom Veelers       | Skil-Shimano                | + 0s     |
| 8. | Eduard Vorganov   | Katusha                     | + 0s     |
| 9. | Borut Božič       | Vacansoleil                 | + 0s     |
| 10. | Francesco Chicchi | Liquigas-Doimo              | + 0s     |

| \| Classificação geral \| Classificação geral \| Classificação geral \| Classificação geral \| Classificação geral \| \| Ciclista \| Ciclista \| Equipe \| Tempo \| \| \| ------------------- \| ------------------- \| ------------------- \| ------------------- \| ------------------- \| \| 1. \| Lars Boom \| Rabobank \| 8h55m51s \| \| \| 2. \| Jens Voigt \| Saxo Bank \| + 5s \| \| \| 3. \| Luis León Sánchez \| Caisse d'Épargne \| + 10s \| \| \| 4. \| David Millar \| Garmin-Transitions \| + 13s \| \| \| 5. \| Roman Kreuziger \| Liquigas-Doimo \| + 15s \| \| \| 6. \| Greg Henderson \| Team Sky \| + 20s \| \| \| 7. \| Peter Sagan \| Liquigas-Doimo \| + 23s \| \| \| 8. \| Levi Leipheimer \| Team RadioShack \| + 25s \| \| \| 9. \| Alberto Contador \| Astana \| + 25s \| \| \| 10. \| Xavier Tondo \| Cervélo TestTeam \| + 29s \| \| |                   |                    |          |
| |                   |                    |          |
| |                   |                    |          |
| Classificação geral |                   |                    |          |
| Ciclista | Ciclista          | Equipe             | Tempo    |
| 1. | Lars Boom         | Rabobank           | 8h55m51s |
| 2. | Jens Voigt        | Saxo Bank          | + 5s     |
| 3. | Luis León Sánchez | Caisse d'Épargne   | + 10s    |
| 4. | David Millar      | Garmin-Transitions | + 13s    |
| 5. | Roman Kreuziger   | Liquigas-Doimo     | + 15s    |
| 6. | Greg Henderson    | Team Sky           | + 20s    |
| 7. | Peter Sagan       | Liquigas-Doimo     | + 23s    |
| 8. | Levi Leipheimer   | Team RadioShack    | + 25s    |
| 9. | Alberto Contador  | Astana             | + 25s    |
| 10. | Xavier Tondo      | Cervélo TestTeam   | + 29s    |

### Etapa 3
| Saint-Junien - Aurillac | etapa plana | (155 km) |

| \| Classificação por etapas \| Classificação por etapas \| Classificação por etapas \| Classificação por etapas \| Classificação por etapas \| \| Ciclista \| Ciclista \| Equipe \| Tempo \| \| \| ------------------------ \| ------------------------ \| --------------------------- \| ------------------------ \| ------------------------ \| \| 1. \| Peter Sagan \| Liquigas-Doimo \| 3h44m28s \| \| \| 2. \| Joaquim Rodríguez \| Katusha \| + 0s \| \| \| 3. \| Nicolas Roche \| AG2R La Mondiale \| + 0s \| \| \| 4. \| Jens Voigt \| Saxo Bank \| + 2s \| \| \| 5. \| Tony Martin \| HTC-Columbia \| + 2s \| \| \| 6. \| Alberto Contador \| Astana \| + 2s \| \| \| 7. \| Mirco Lorenzetto \| Lampre-Farnese Vini \| + 6s \| \| \| 8. \| Samuel Dumoulin \| Cofidis, le Crédit en Ligne \| + 6s \| \| \| 9. \| Xavier Florencio \| Cervélo TestTeam \| + 6s \| \| \| 10. \| Marco Marcato \| Vacansoleil \| + 6s \| \| |                   |                             |          |
| |                   |                             |          |
| |                   |                             |          |
| Classificação por etapas |                   |                             |          |
| Ciclista | Ciclista          | Equipe                      | Tempo    |
| 1. | Peter Sagan       | Liquigas-Doimo              | 3h44m28s |
| 2. | Joaquim Rodríguez | Katusha                     | + 0s     |
| 3. | Nicolas Roche     | AG2R La Mondiale            | + 0s     |
| 4. | Jens Voigt        | Saxo Bank                   | + 2s     |
| 5. | Tony Martin       | HTC-Columbia                | + 2s     |
| 6. | Alberto Contador  | Astana                      | + 2s     |
| 7. | Mirco Lorenzetto  | Lampre-Farnese Vini         | + 6s     |
| 8. | Samuel Dumoulin   | Cofidis, le Crédit en Ligne | + 6s     |
| 9. | Xavier Florencio  | Cervélo TestTeam            | + 6s     |
| 10. | Marco Marcato     | Vacansoleil                 | + 6s     |

| \| Classificação geral \| Classificação geral \| Classificação geral \| Classificação geral \| Classificação geral \| \| Ciclista \| Ciclista \| Equipe \| Tempo \| \| \| ------------------- \| ------------------- \| ------------------- \| ------------------- \| ------------------- \| \| 1. \| Jens Voigt \| Saxo Bank \| 12h40m26s \| \| \| 2. \| Peter Sagan \| Liquigas-Doimo \| + 6s \| \| \| 3. \| Luis León Sánchez \| Caisse d'Épargne \| + 9s \| \| \| 4. \| David Millar \| Garmin-Transitions \| + 12s \| \| \| 5. \| Roman Kreuziger \| Liquigas-Doimo \| + 14s \| \| \| 6. \| Lars Boom \| Rabobank \| + 20s \| \| \| 7. \| Alberto Contador \| Astana \| + 20s \| \| \| 8. \| Levi Leipheimer \| Team RadioShack \| + 24s \| \| \| 9. \| Joaquim Rodríguez \| Katusha \| + 28s \| \| \| 10. \| Xavier Tondo \| Cervélo TestTeam \| + 28s \| \| |                   |                    |           |
| |                   |                    |           |
| |                   |                    |           |
| Classificação geral |                   |                    |           |
| Ciclista | Ciclista          | Equipe             | Tempo     |
| 1. | Jens Voigt        | Saxo Bank          | 12h40m26s |
| 2. | Peter Sagan       | Liquigas-Doimo     | + 6s      |
| 3. | Luis León Sánchez | Caisse d'Épargne   | + 9s      |
| 4. | David Millar      | Garmin-Transitions | + 12s     |
| 5. | Roman Kreuziger   | Liquigas-Doimo     | + 14s     |
| 6. | Lars Boom         | Rabobank           | + 20s     |
| 7. | Alberto Contador  | Astana             | + 20s     |
| 8. | Levi Leipheimer   | Team RadioShack    | + 24s     |
| 9. | Joaquim Rodríguez | Katusha            | + 28s     |
| 10. | Xavier Tondo      | Cervélo TestTeam   | + 28s     |

### Etapa 4
| Aurillac - Aurillac | média montanha | (208 km) |

| \| Classificação por etapas \| Classificação por etapas \| Classificação por etapas \| Classificação por etapas \| Classificação por etapas \| \| Ciclista \| Ciclista \| Equipe \| Tempo \| \| \| ------------------------ \| ------------------------ \| --------------------------- \| ------------------------ \| ------------------------ \| \| 1. \| Alberto Contador \| Astana \| 4h26m47s \| \| \| 2. \| Alejandro Valverde \| Caisse d'Épargne \| DQ \| \| \| 3. \| Samuel Sánchez \| Euskaltel-Euskadi \| + 10s \| \| \| 4. \| Joaquim Rodríguez \| Katusha \| + 18s \| \| \| 5. \| Thomas Voeckler \| BBox Bouygues Telecom \| + 20s \| \| \| 6. \| Damiano Cunego \| Lampre-Farnese Vini \| + 21s \| \| \| 7. \| Roman Kreuziger \| Liquigas-Doimo \| + 21s \| \| \| 8. \| Christophe Le Mével \| La Française des jeux \| + 29s \| \| \| 9. \| Luis León Sánchez \| Caisse d'Épargne \| + 29s \| \| \| 10. \| Rein Taaramäe \| Cofidis, le Crédit en Ligne \| + 31s \| \| |                     |                             |          |
| |                     |                             |          |
| |                     |                             |          |
| Classificação por etapas |                     |                             |          |
| Ciclista | Ciclista            | Equipe                      | Tempo    |
| 1. | Alberto Contador    | Astana                      | 4h26m47s |
| 2. | Alejandro Valverde  | Caisse d'Épargne            | DQ       |
| 3. | Samuel Sánchez      | Euskaltel-Euskadi           | + 10s    |
| 4. | Joaquim Rodríguez   | Katusha                     | + 18s    |
| 5. | Thomas Voeckler     | BBox Bouygues Telecom       | + 20s    |
| 6. | Damiano Cunego      | Lampre-Farnese Vini         | + 21s    |
| 7. | Roman Kreuziger     | Liquigas-Doimo              | + 21s    |
| 8. | Christophe Le Mével | La Française des jeux       | + 29s    |
| 9. | Luis León Sánchez   | Caisse d'Épargne            | + 29s    |
| 10. | Rein Taaramäe       | Cofidis, le Crédit en Ligne | + 31s    |

| \| Classificação geral \| Classificação geral \| Classificação geral \| Classificação geral \| Classificação geral \| \| Ciclista \| Ciclista \| Equipe \| Tempo \| \| \| ------------------- \| ------------------- \| --------------------------- \| ------------------- \| ------------------- \| \| 1. \| Alberto Contador \| Astana \| 17h07m23s \| \| \| 2. \| Alejandro Valverde \| Caisse d'Épargne \| DQ \| \| \| 2. \| Roman Kreuziger \| Liquigas-Doimo \| + 25s \| \| \| 3. \| Luis León Sánchez \| Caisse d'Épargne \| + 28s \| \| \| 4. \| Samuel Sánchez \| Euskaltel-Euskadi \| + 29s \| \| \| 5. \| Jens Voigt \| Saxo Bank \| + 34s \| \| \| 6. \| Joaquim Rodríguez \| Katusha \| + 36s \| \| \| 7. \| Peter Sagan \| Liquigas-Doimo \| + 54s \| \| \| 8. \| David Millar \| Garmin-Transitions \| + 1m03s \| \| \| 9. \| Rein Taaramäe \| Cofidis, le Crédit en Ligne \| + 1m06s \| \| |                    |                             |           |
| |                    |                             |           |
| |                    |                             |           |
| Classificação geral |                    |                             |           |
| Ciclista | Ciclista           | Equipe                      | Tempo     |
| 1. | Alberto Contador   | Astana                      | 17h07m23s |
| 2. | Alejandro Valverde | Caisse d'Épargne            | DQ        |
| 2. | Roman Kreuziger    | Liquigas-Doimo              | + 25s     |
| 3. | Luis León Sánchez  | Caisse d'Épargne            | + 28s     |
| 4. | Samuel Sánchez     | Euskaltel-Euskadi           | + 29s     |
| 5. | Jens Voigt         | Saxo Bank                   | + 34s     |
| 6. | Joaquim Rodríguez  | Katusha                     | + 36s     |
| 7. | Peter Sagan        | Liquigas-Doimo              | + 54s     |
| 8. | David Millar       | Garmin-Transitions          | + 1m03s   |
| 9. | Rein Taaramäe      | Cofidis, le Crédit en Ligne | + 1m06s   |

### Etapa 5
| Pernes-les-Fontaines - Aix-en-Provence | etapa plana | (153,5 km) |

| \| Classificação por etapas \| Classificação por etapas \| Classificação por etapas \| Classificação por etapas \| Classificação por etapas \| \| Ciclista \| Ciclista \| Equipe \| Tempo \| \| \| ------------------------ \| ------------------------ \| ------------------------ \| ------------------------ \| ------------------------ \| \| 1. \| Peter Sagan \| Liquigas-Doimo \| 3h34m15s \| \| \| 2. \| Mirco Lorenzetto \| Lampre-Farnese Vini \| + 2s \| \| \| 3. \| Alejandro Valverde \| Caisse d'Épargne \| DQ \| \| \| 4. \| Mathieu Ladagnous \| La Française des jeux \| + 2s \| \| \| 5. \| Jens Voigt \| Saxo Bank \| + 2s \| \| \| 6. \| Simon Gerrans \| Team Sky \| + 2s \| \| \| 7. \| Koldo Fernández \| Euskaltel-Euskadi \| + 2s \| \| \| 8. \| Nicolas Roche \| AG2R La Mondiale \| + 2s \| \| \| 9. \| Matthew Goss \| HTC-Columbia \| + 2s \| \| \| 10. \| Alberto Contador \| Astana \| + 2s \| \| |                    |                       |          |
| |                    |                       |          |
| |                    |                       |          |
| Classificação por etapas |                    |                       |          |
| Ciclista | Ciclista           | Equipe                | Tempo    |
| 1. | Peter Sagan        | Liquigas-Doimo        | 3h34m15s |
| 2. | Mirco Lorenzetto   | Lampre-Farnese Vini   | + 2s     |
| 3. | Alejandro Valverde | Caisse d'Épargne      | DQ       |
| 4. | Mathieu Ladagnous  | La Française des jeux | + 2s     |
| 5. | Jens Voigt         | Saxo Bank             | + 2s     |
| 6. | Simon Gerrans      | Team Sky              | + 2s     |
| 7. | Koldo Fernández    | Euskaltel-Euskadi     | + 2s     |
| 8. | Nicolas Roche      | AG2R La Mondiale      | + 2s     |
| 9. | Matthew Goss       | HTC-Columbia          | + 2s     |
| 10. | Alberto Contador   | Astana                | + 2s     |

| \| Classificação geral \| Classificação geral \| Classificação geral \| Classificação geral \| Classificação geral \| \| Ciclista \| Ciclista \| Equipe \| Tempo \| \| \| ------------------- \| ------------------- \| --------------------------- \| ------------------- \| ------------------- \| \| 1. \| Alberto Contador \| Astana \| 20h41m40s \| \| \| 2. \| Alejandro Valverde \| Caisse d'Épargne \| DQ \| \| \| 3. \| Roman Kreuziger \| Liquigas-Doimo \| + 25s \| \| \| 4. \| Luis León Sánchez \| Caisse d'Épargne \| + 26s \| \| \| 5. \| Samuel Sánchez \| Euskaltel-Euskadi \| + 29s \| \| \| 6. \| Jens Voigt \| Saxo Bank \| + 34s \| \| \| 7. \| Joaquim Rodríguez \| Katusha \| + 36s \| \| \| 8. \| Peter Sagan \| Liquigas-Doimo \| + 42s \| \| \| 9. \| David Millar \| Garmin-Transitions \| + 1m02s \| \| \| 10. \| Rein Taaramäe \| Cofidis, le Crédit en Ligne \| + 1m06s \| \| |                    |                             |           |
| |                    |                             |           |
| |                    |                             |           |
| Classificação geral |                    |                             |           |
| Ciclista | Ciclista           | Equipe                      | Tempo     |
| 1. | Alberto Contador   | Astana                      | 20h41m40s |
| 2. | Alejandro Valverde | Caisse d'Épargne            | DQ        |
| 3. | Roman Kreuziger    | Liquigas-Doimo              | + 25s     |
| 4. | Luis León Sánchez  | Caisse d'Épargne            | + 26s     |
| 5. | Samuel Sánchez     | Euskaltel-Euskadi           | + 29s     |
| 6. | Jens Voigt         | Saxo Bank                   | + 34s     |
| 7. | Joaquim Rodríguez  | Katusha                     | + 36s     |
| 8. | Peter Sagan        | Liquigas-Doimo              | + 42s     |
| 9. | David Millar       | Garmin-Transitions          | + 1m02s   |
| 10. | Rein Taaramäe      | Cofidis, le Crédit en Ligne | + 1m06s   |

### Etapa 6
| Peynier - Tourrettes-sur-Loup | média montanha | (220 km) |

| \| Classificação por etapas \| Classificação por etapas \| Classificação por etapas \| Classificação por etapas \| Classificação por etapas \| \| Ciclista \| Ciclista \| Equipe \| Tempo \| \| \| ------------------------ \| ------------------------ \| --------------------------- \| ------------------------ \| ------------------------ \| \| 1. \| Xavier Tondo \| Cervélo TestTeam \| 5h01m39s \| \| \| 2. \| Alejandro Valverde \| Caisse d'Épargne \| DQ \| \| \| 3. \| Peter Sagan \| Liquigas-Doimo \| + 5s \| \| \| 4. \| Samuel Sánchez \| Euskaltel-Euskadi \| + 5s \| \| \| 5. \| Joaquim Rodríguez \| Katusha \| + 5s \| \| \| 6. \| Leonardo Duque \| Cofidis, le Crédit en Ligne \| + 5s \| \| \| 7. \| Luis León Sánchez \| Caisse d'Épargne \| + 5s \| \| \| 8. \| Christophe Riblon \| AG2R La Mondiale \| + 5s \| \| \| 9. \| Rein Taaramäe \| Cofidis, le Crédit en Ligne \| + 5s \| \| \| 10. \| Daniele Righi \| Lampre-Farnese Vini \| + 5s \| \| |                    |                             |          |
| |                    |                             |          |
| |                    |                             |          |
| Classificação por etapas |                    |                             |          |
| Ciclista | Ciclista           | Equipe                      | Tempo    |
| 1. | Xavier Tondo       | Cervélo TestTeam            | 5h01m39s |
| 2. | Alejandro Valverde | Caisse d'Épargne            | DQ       |
| 3. | Peter Sagan        | Liquigas-Doimo              | + 5s     |
| 4. | Samuel Sánchez     | Euskaltel-Euskadi           | + 5s     |
| 5. | Joaquim Rodríguez  | Katusha                     | + 5s     |
| 6. | Leonardo Duque     | Cofidis, le Crédit en Ligne | + 5s     |
| 7. | Luis León Sánchez  | Caisse d'Épargne            | + 5s     |
| 8. | Christophe Riblon  | AG2R La Mondiale            | + 5s     |
| 9. | Rein Taaramäe      | Cofidis, le Crédit en Ligne | + 5s     |
| 10. | Daniele Righi      | Lampre-Farnese Vini         | + 5s     |

| \| Classificação geral \| Classificação geral \| Classificação geral \| Classificação geral \| Classificação geral \| \| Ciclista \| Ciclista \| Equipe \| Tempo \| \| \| ------------------- \| ------------------- \| --------------------------- \| ------------------- \| ------------------- \| \| 1. \| Alberto Contador \| Astana \| 25h43m24s \| \| \| 2. \| Alejandro Valverde \| Caisse d'Épargne \| DQ \| \| \| 3. \| Roman Kreuziger \| Liquigas-Doimo \| + 25s \| \| \| 4. \| Luis León Sánchez \| Caisse d'Épargne \| + 26s \| \| \| 5. \| Samuel Sánchez \| Euskaltel-Euskadi \| + 29s \| \| \| 6. \| Jens Voigt \| Saxo Bank \| + 34s \| \| \| 7. \| Joaquim Rodríguez \| Katusha \| + 36s \| \| \| 8. \| Peter Sagan \| Liquigas-Doimo \| + 38s \| \| \| 9. \| David Millar \| Garmin-Transitions \| + 1m02s \| \| \| 10. \| Rein Taaramäe \| Cofidis, le Crédit en Ligne \| + 1m06s \| \| |                    |                             |           |
| |                    |                             |           |
| |                    |                             |           |
| Classificação geral |                    |                             |           |
| Ciclista | Ciclista           | Equipe                      | Tempo     |
| 1. | Alberto Contador   | Astana                      | 25h43m24s |
| 2. | Alejandro Valverde | Caisse d'Épargne            | DQ        |
| 3. | Roman Kreuziger    | Liquigas-Doimo              | + 25s     |
| 4. | Luis León Sánchez  | Caisse d'Épargne            | + 26s     |
| 5. | Samuel Sánchez     | Euskaltel-Euskadi           | + 29s     |
| 6. | Jens Voigt         | Saxo Bank                   | + 34s     |
| 7. | Joaquim Rodríguez  | Katusha                     | + 36s     |
| 8. | Peter Sagan        | Liquigas-Doimo              | + 38s     |
| 9. | David Millar       | Garmin-Transitions          | + 1m02s   |
| 10. | Rein Taaramäe      | Cofidis, le Crédit en Ligne | + 1m06s   |

### Etapa 7
| Nice - Nice | média montanha | (119 km) |

| \| Classificação por etapas \| Classificação por etapas \| Classificação por etapas \| Classificação por etapas \| Classificação por etapas \| \| Ciclista \| Ciclista \| Equipe \| Tempo \| \| \| ------------------------ \| ------------------------ \| --------------------------- \| ------------------------ \| ------------------------ \| \| 1. \| Amaël Moinard \| Cofidis, le Crédit en Ligne \| 2h52m09s \| \| \| 2. \| Thomas Voeckler \| BBox Bouygues Telecom \| + 0s \| \| \| 3. \| Alejandro Valverde \| Caisse d'Épargne \| DQ \| \| \| 4. \| Nicolas Roche \| AG2R La Mondiale \| + 3s \| \| \| 5. \| Rein Taaramäe \| Cofidis, le Crédit en Ligne \| + 3s \| \| \| 6. \| Joaquim Rodríguez \| Katusha \| + 3s \| \| \| 7. \| Jens Voigt \| Saxo Bank \| + 3s \| \| \| 8. \| Chris Horner \| Team RadioShack \| + 3s \| \| \| 9. \| Janez Brajkovič \| Team RadioShack \| + 3s \| \| \| 10. \| Alberto Contador \| Astana \| + 3s \| \| |                    |                             |          |
| |                    |                             |          |
| |                    |                             |          |
| Classificação por etapas |                    |                             |          |
| Ciclista | Ciclista           | Equipe                      | Tempo    |
| 1. | Amaël Moinard      | Cofidis, le Crédit en Ligne | 2h52m09s |
| 2. | Thomas Voeckler    | BBox Bouygues Telecom       | + 0s     |
| 3. | Alejandro Valverde | Caisse d'Épargne            | DQ       |
| 4. | Nicolas Roche      | AG2R La Mondiale            | + 3s     |
| 5. | Rein Taaramäe      | Cofidis, le Crédit en Ligne | + 3s     |
| 6. | Joaquim Rodríguez  | Katusha                     | + 3s     |
| 7. | Jens Voigt         | Saxo Bank                   | + 3s     |
| 8. | Chris Horner       | Team RadioShack             | + 3s     |
| 9. | Janez Brajkovič    | Team RadioShack             | + 3s     |
| 10. | Alberto Contador   | Astana                      | + 3s     |

## Classificações finais

### Classificação geral
| \| Classificação geral \| Classificação geral \| Classificação geral \| Classificação geral \| Classificação geral \| \| Ciclista \| Ciclista \| Equipe \| Tempo \| \| \| ------------------- \| ---------------------- \| --------------------------- \| ------------------- \| ------------------- \| \| 1. \| Alberto Contador \| Astana \| 28h35m35s \| \| \| 2. \| Alejandro Valverde \| Caisse d'Épargne \| DQ \| \| \| 2. \| Luis León Sánchez \| Caisse d'Épargne \| + 25s \| \| \| 3. \| Roman Kreuziger \| Liquigas-Doimo \| + 26s \| \| \| 4. \| Samuel Sánchez \| Euskaltel-Euskadi \| + 30s \| \| \| 5. \| Jens Voigt \| Saxo Bank \| + 35s \| \| \| 6. \| Joaquim Rodríguez \| Katusha \| + 37s \| \| \| 7. \| Rein Taaramäe \| Cofidis, le Crédit en Ligne \| + 1m07s \| \| \| 8. \| Jean-Christophe Péraud \| Omega Pharma-Lotto \| + 1m16s \| \| \| 9. \| Jérôme Coppel \| Saur-Sojasun \| + 1m17s \| \| \| 10. \| Nicolas Roche \| AG2R La Mondiale \| + 1m23s \| \| |                        |                             |           |
| |                        |                             |           |
| |                        |                             |           |
| Classificação geral |                        |                             |           |
| Ciclista | Ciclista               | Equipe                      | Tempo     |
| 1. | Alberto Contador       | Astana                      | 28h35m35s |
| 2. | Alejandro Valverde     | Caisse d'Épargne            | DQ        |
| 2. | Luis León Sánchez      | Caisse d'Épargne            | + 25s     |
| 3. | Roman Kreuziger        | Liquigas-Doimo              | + 26s     |
| 4. | Samuel Sánchez         | Euskaltel-Euskadi           | + 30s     |
| 5. | Jens Voigt             | Saxo Bank                   | + 35s     |
| 6. | Joaquim Rodríguez      | Katusha                     | + 37s     |
| 7. | Rein Taaramäe          | Cofidis, le Crédit en Ligne | + 1m07s   |
| 8. | Jean-Christophe Péraud | Omega Pharma-Lotto          | + 1m16s   |
| 9. | Jérôme Coppel          | Saur-Sojasun                | + 1m17s   |
| 10. | Nicolas Roche          | AG2R La Mondiale            | + 1m23s   |

### Classificação por pontos
| Classificação por pontos | Classificação por pontos | Classificação por pontos | Classificação por pontos | Classificação por pontos |
| Ciclista                 | Ciclista                 | Equipe                   | Pontos                   |                          |
| ------------------------ | ------------------------ | ------------------------ | ------------------------ | ------------------------ |
| 1.                       | Peter Sagan              | Liquigas-Doimo           | 112 pts                  |                          |
| 2.                       | Alejandro Valverde       | Caisse d'Épargne         | DQ                       |                          |
| 3.                       | Jens Voigt               | Saxo Bank                | 104 pts                  |                          |
| 4.                       | Alberto Contador         | Astana                   | 89 pts                   |                          |
| 5.                       | Joaquim Rodríguez        | Katusha                  | 82 pts                   |                          |
| 6.                       | Luis León Sánchez        | Caisse d'Épargne         | 80 pts                   |                          |
| 7.                       | Nicolas Roche            | AG2R La Mondiale         | 78 pts                   |                          |
| 8.                       | Samuel Sánchez           | Euskaltel-Euskadi        | 60 pts                   |                          |
| 9.                       | Mirco Lorenzetto         | Lampre-Farnese Vini      | 58 pts                   |                          |
| 10.                      | Thomas Voeckler          | BBox Bouygues Telecom    | 52 pts                   |                          |

### Classificação da montanha
| Classificação da montanha | Classificação da montanha | Classificação da montanha   | Classificação da montanha | Classificação da montanha |
| Ciclista                  | Ciclista                  | Equipe                      | Pontos                    |                           |
| ------------------------- | ------------------------- | --------------------------- | ------------------------- | ------------------------- |
| 1.                        | Amaël Moinard             | Cofidis, le Crédit en Ligne | 75 pts                    |                           |
| 2.                        | Thomas Voeckler           | BBox Bouygues Telecom       | 29 pts                    |                           |
| 3.                        | Alberto Contador          | Astana                      | 24 pts                    |                           |
| 4.                        | Alejandro Valverde        | Caisse d'Épargne            | DQ                        |                           |
| 5.                        | Damiano Cunego            | Lampre-Farnese Vini         | 17 pts                    |                           |
| 6.                        | Xavier Tondo              | Cervélo TestTeam            | 16 pts                    |                           |
| 7.                        | Rein Taaramäe             | Cofidis, le Crédit en Ligne | 13 pts                    |                           |
| 8.                        | Cyril Gautier             | BBox Bouygues Telecom       | 12 pts                    |                           |
| 9.                        | Jean-Marc Marino          | Saur-Sojasun                | 11 pts                    |                           |
| 10.                       | Joaquim Rodríguez         | Katusha                     | 11 pts                    |                           |

### Classificação dos jovens
| Classificação dos jovens | Classificação dos jovens | Classificação dos jovens    | Classificação dos jovens | Classificação dos jovens |
| Ciclista                 | Ciclista                 | Equipe                      | Tempo                    |                          |
| ------------------------ | ------------------------ | --------------------------- | ------------------------ | ------------------------ |
| 1.                       | Roman Kreuziger          | Liquigas-Doimo              | 28h36m01s                |                          |
| 2.                       | Rein Taaramäe            | Cofidis, le Crédit en Ligne | + 41s                    |                          |
| 3.                       | Jérôme Coppel            | Saur-Sojasun                | + 51s                    |                          |
| 4.                       | Peter Sagan              | Liquigas-Doimo              | + 2m55s                  |                          |
| 5.                       | Cyril Gautier            | BBox Bouygues Telecom       | + 3m01s                  |                          |
| 6.                       | Maxime Bouet             | AG2R La Mondiale            | + 4m22s                  |                          |
| 7.                       | Francis De Greef         | Omega Pharma-Lotto          | + 4m37s                  |                          |
| 8.                       | Rémy Di Gregorio         | La Française des jeux       | + 14m14s                 |                          |
| 9.                       | Simon Geschke            | Skil-Shimano                | + 19m19s                 |                          |
| 10.                      | Tiago Machado            | Team RadioShack             | + 20m09s                 |                          |

### Classificação por equipas
| Classificação por equipes | Classificação por equipes   | Classificação por equipes | Classificação por equipes |
| Equipe                    | Equipe                      | Tempo                     |                           |
| ------------------------- | --------------------------- | ------------------------- | ------------------------- |
| 1.                        | AG2R La Mondiale            | 85h53m50s                 |                           |
| 2.                        | Cofidis, le Crédit en Ligne | + 14s                     |                           |
| 3.                        | Team RadioShack             | + 1m01s                   |                           |
| 4.                        | Caisse d'Épargne            | + 2m16s                   |                           |
| 5.                        | Liquigas-Doimo              | + 3m01s                   |                           |

## Evolução das classificações
| Etapa (Vencedor)            | Classificação geral | Classificação por pontos | Classificação da montanha | Classificação dos jovens | Classificação por equipas |
| --------------------------- | ------------------- | ------------------------ | ------------------------- | ------------------------ | ------------------------- |
| Prologo (CRI) (Lars Boom)   | Lars Boom           | Lars Boom                | Lars Boom                 | Lars Boom                | RadioShack                |
| 1ª etapa (Greg Henderson)   | Lars Boom           | Lars Boom                | Lars Boom                 | Lars Boom                | Caisse d'Epargne          |
| 2ª etapa (William Bonnet)   | Lars Boom           | Luis León Sánchez        | Laurent Mangel            | Lars Boom                | Caisse d'Epargne          |
| 3ª etapa (Peter Sagan)      | Jens Voigt          | Peter Sagan              | Laurent Mangel            | Peter Sagan              | Liquigas-Doimo            |
| 4ª etapa (Alberto Contador) | Alberto Contador    | Peter Sagan              | Laurent Mangel            | Roman Kreuziger          | Caisse d'Epargne          |
| 5ª etapa (Peter Sagan)      | Alberto Contador    | Peter Sagan              | Amaël Moinard             | Roman Kreuziger          | Caisse d'Epargne          |
| 6ª etapa (Xavier Tondo)     | Alberto Contador    | Peter Sagan              | Amaël Moinard             | Roman Kreuziger          | Liquigas-Doimo            |
| 7ª etapa (Amaël Moinard)    | Alberto Contador    | Peter Sagan              | Amaël Moinard             | Roman Kreuziger          | Ag2r-La Mondiale          |
| Final                       | Alberto Contador    | Peter Sagan              | Amaël Moinard             | Roman Kreuziger          | Ag2r-La Mondiale          |

## Alejandro Valverde e a Operação Puerto
Apesar de que Alejandro Valverde não desse positivo nesta carreira nem nas anteriores durante o ano, a 30 de maio a UCI, a instâncias do TAS, decidiu anular todos os resultados do ciclista espanhol durante o 2010 devido ao Caso Valverde.
Portanto oficialmente Valverde foi desclassificado da rodada francesa com a indicação "0 DSQ" (desclassificado) ainda que indicando o tempo e pontos das classificações parciais e finais. Na que foi segundo na 4ª e 6ª etapas, terceiro na 5ª e quinto na 1ª etapa como resultados parciais mais destacados. Ademais, nas classificações finais foi segundo na geral e na dos pontos e quarto na da montanha. Todos seus resultados foram anulados e seu posto ficou vaga excepto nos que saiu vitorioso no que o segundo apanhou seu posto ficando a segundo vaga; e na da classificação geral parcial e final que nesse caso sua exclusão supôs que os corredores que ficaram por trás dele (até 20º) subissem um posto na classificação, ficando vaga a vigésima posição. Tendo a sua participação só incidência na classificação por equipas como costuma ser habitual nestes casos de expulsão de corredores.
Esta sanção também teve incidência no UCI World Ranking já que seus pontos passaram a outros corredores se reestruturando assim não só a classificação individual senão a de por equipas e a de por países.